# Dichagyris lux
Dichagyris lux is een vlinder uit de familie uilen (Noctuidae). De wetenschappelijke naam is voor het eerst geldig gepubliceerd in 2002 door Fibiger & K. Nupponen.
De soort komt voor in Europa.